# Tramlijn Lievelde - Zeddam
De tramlijn Lievelde – Zeddam van de Geldersch-Westfaalsche Stoomtram-Maatschappij (GWSM) liep van Lievelde (Station Lichtenvoorde-Groenlo) via Lichtenvoorde, Harreveld, Varsseveld, Westendorp, Terborg, Etten en Klein-Azewijn naar Zeddam.

## Geschiedenis
De Geldersch-Westfaalsche Stoomtram-Maatschappij was opgericht te Lichtenvoorde op 1 december 1905. Het eerste deel van de lijn tussen Station Lichtenvoorde-Groenlo en Harreveld werd geopend op 24 maart 1908. De gehele lijn werd officieel in gebruik genomen op 2 juli 1908.
De tramlijn had een spoorwijdte van 750 mm (smalspoor). Oorspronkelijk wilde men de lijn aanleggen op een spoorwijdte van 1067 mm (kaapspoor), maar met het oog op de aansluiting op de lijnen van de GSM in Terborg en van de ZE in Zeddam werd dit 750 mm.
Vanuit Lichtenvoorde werd door dezelfde GWSM in 1910 een stoomtramlijn via Aalten naar Bocholt in gebruik genomen. Voor de lijn Lichtenvoorde – Zeddam bestonden er plannen om deze door te trekken via Kilder, Beek, Didam, Zevenaar, Duiven en Westervoort naar Arnhem. Deze plannen zijn echter nooit verwezenlijkt.
De lijn had weinig personenvervoer in deze dunbevolkte streek, dit gold in het bijzonder voor het traject Terborg – Zeddam. Bovendien reden er gemengde trams (personen en goederen) die vrij lang onderweg waren en vaak vertraging opliepen. In 1921 werd dan ook al het personenvervoer tussen Terborg en Zeddam gestaakt. Alleen op zondagmiddagen in juli en augustus 1922 en 1923 werd er voor bezoekers aan het Montferland nog een retourrit uitgevoerd. In 1933 werd het overige personenvervoer per tram vervangen door een busdienst Lichtenvoorde – Terborg, die een jaar later werd verlegd naar Doetinchem.
Het goederenvervoer op de lijn Lichtenvoorde – Terborg was omvangrijk en hield nog stand tot 1953. Door de aansluiting van het tramnet op het netwerk van de lokaalspoorwegen ontstond er een dicht netwerk van stations, laad- en losplaatsen, waar brandstofhandelaren en landbouwcoöperaties een aansluiting hadden. In 1953 kwam hier een eind aan en werd de tramlijn opgebroken.
Waar de Lichtenvoordseweg de Boven-Slinge kruist, is nog een tiental meters spoor in het brugdek achtergebleven.